# Shake It (Sistar)
Shake It è il quarto EP del gruppo musicale sudcoreano Sistar, pubblicato nel 2015 dall'etichetta discografica Starship Entertainment insieme a LOEN Entertainment.

## Tracce
1. Shake It
2. Don't be such a Baby (애처럼 굴지마 feat. Giriboy)
3. Good Time
4. Bad Guy (나쁜놈 feat. Mad Clown)
5. Go Up

## Classifiche

### Classifiche settimanali
| Classifica (2015) | Posizione massima |
| ----------------- | ----------------- |
| Corea del Sud     | 3                 |

### Classifiche di fine anno
| Classifica (2015) | Posizione |
| ----------------- | --------- |
| Corea del Sud     | 79        |